# Фріско Кід (фільм, 1935)
Фріско Кід (англ. Frisco Kid) — американський пригодницький фільм, мелодрама режисера Ллойда Бейкона 1935 року.

## Сюжет
Після того, як підсобний робітник добиваються визнання нечесною дорогою в Сан-Франциско, його сміливість допомагає йому, отримати роботу при владі в промисловості в ганебному берберійському узбережжі.

## У ролях
- Джеймс Кегні — Бат Морган
- Маргарет Ліндсей — Джин Баррат
- Рікардо Кортес — Пол Морра
- Лілі Даміта — Белле
- Дональд Вудс — Чарльз Форд
- Бартон МакЛейн — Спікдер Берк
- Джордж Е. Стоун — Соллі
- Джо Кінг — Джеймс Дейлі
- Еддісон Річардс — Коулман
- Роберт МакВейд — суддя Кроуфорд
- Джозеф Крехан — Грабер
- Роберт Стрейндж — Слимак Кріппен
- Фред Кохлер — шанхайська качка
- Еліс Лейк — незначна роль